# Mitrophrys magna
Mitrophrys magna là một loài bướm đêm trong họ Noctuidae.